# Euphonia chrysopasta
L'eufonia ventredorato od organista ventredorato (Euphonia chrysopasta Sclater & Salvin, 1859) è un uccello passeriforme della famiglia dei Fringillidi.

## Etimologia
Il nome scientifico della specie, chrysopasta, deriva dal greco χρυσοπαστος (khrysopastos/khrusopastos), a sua volta frutto dell'unione delle parole χρυσος (khrysos/khrusos, "oro") e πασσω (passō, "cospargere"), col significato di "cosparso d'oro", in riferimento alla livrea dei maschi: anche il nome comune è un riferimento alla colorazione.

## Descrizione

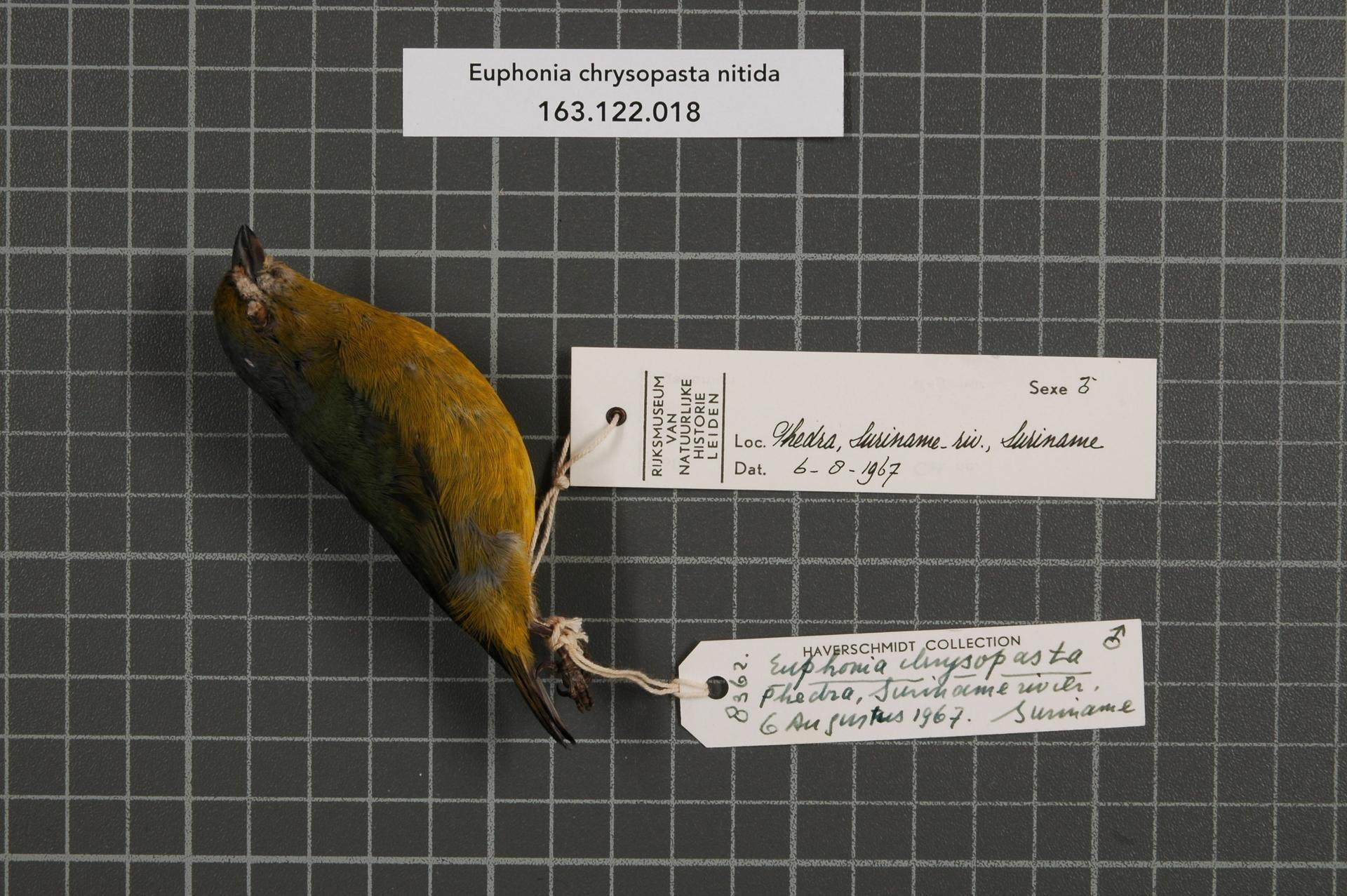
Maschio impagliato.

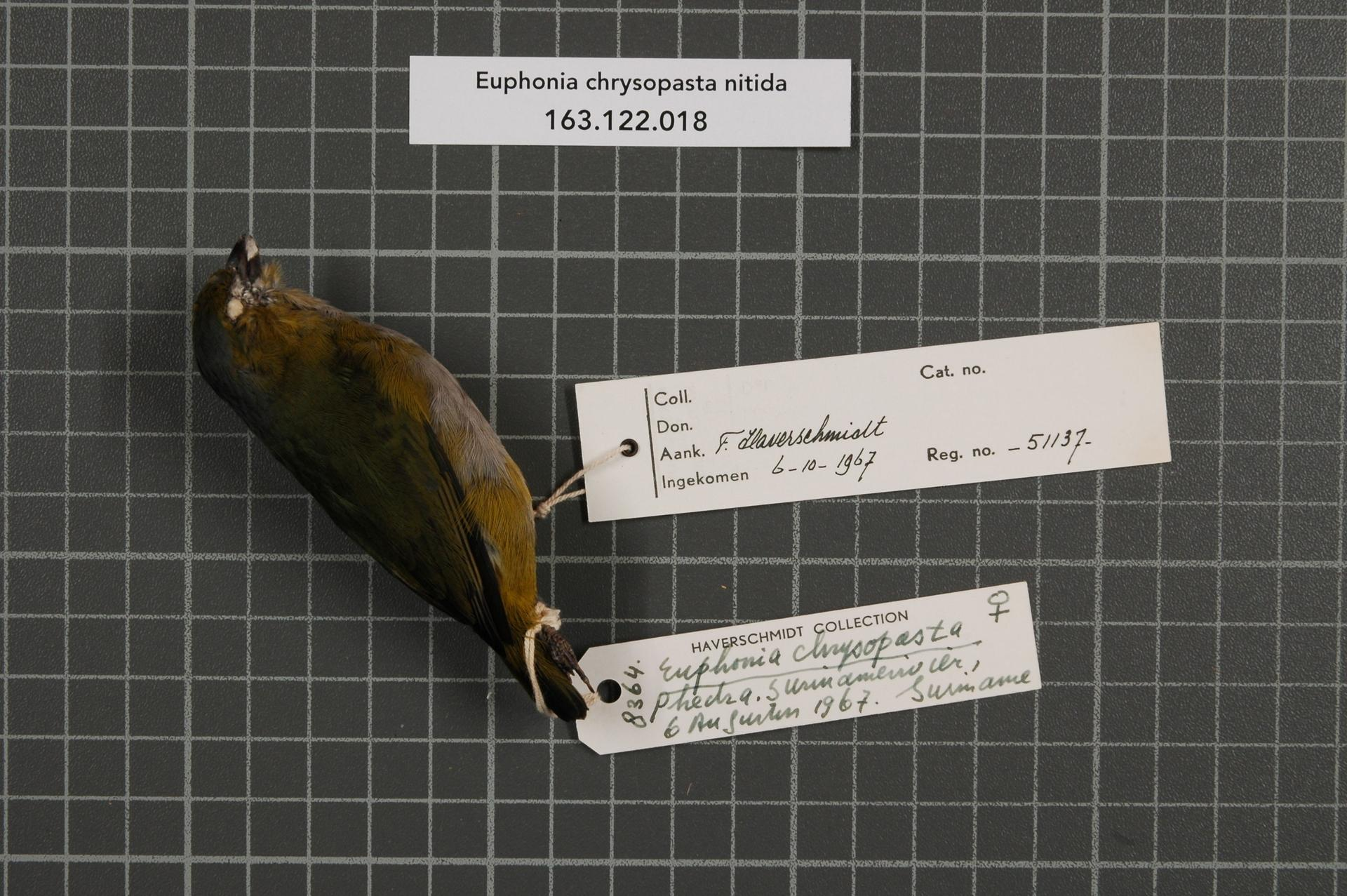
Femmina impagliata.

### Dimensioni
Misura 9–10 cm di lunghezza, per 11-16,2 g di peso.

### Aspetto
Si tratta di un uccelletto dall'aspetto robusto, munito di testa arrotondata, becco largo e conico dalle punte lievemente ricurve e dai margini taglienti, ali appuntite e coda squadrata.
Il piumaggio è piuttosto sobrio, se comparato ad altre specie di eufonia: esso si presenta infatti di colore bruno-verdastro in tutta l'area dorsale (vertice, nuca, dorso, ali), più scuro su remiganti e coda, dove diviene nerastro, mentre faccia, petto, ventre e fianchi tendono al color ocra, con la presenza di una vistosa macchia grigio-biancastra che copre gli orli della bocca, i lati del becco fino agli occhi e il mento.

Il dimorfismo sessuale è presente ma non accentuatissimo: nelle femmine la livrea è nel complesso meno brillante (specialmente per quanto riguarda il giallo dell'area ventrale), con assenza della macchia biancastra facciale e presenza di aree grigiastre su fianchi e ventre. In ambedue i sessi il becco e le zampe sono di colore nerastro, mentre gli occhi sono di colore bruno scuro.

## Biologia

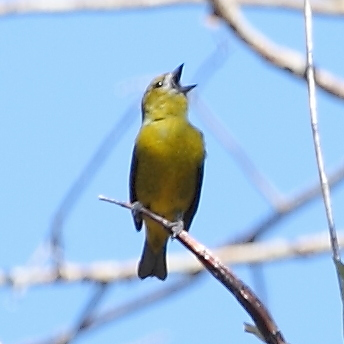
Femmina canta a Novo Mundo.

Si tratta di uccelli essenzialmente diurni, che vivono principalmente in coppie, ma che possono essere osservati anche in gruppetti familiari di 4-6 individui: essi passano la maggior parte della giornata alla ricerca di cibo fra gli alberi, tenendosi in contatto fra loro mediante richiami fischiati.

### Alimentazione
Le eufonie ventredorato sono uccelli frugivori, la cui dieta si compone di bacche e piccoli frutti, comprendendo tuttavia anche semi ed insetti.

### Riproduzione
Si tratta di uccelli monogami: in natura, si registra un picco delle nidificazioni fra agosto e settembre.
Il nido, di forma globosa, viene costruito da ambedue i sessi: esso presenta una parte esterna di rametti e fibre vegetali intrecciate ed una camera di cova interna foderata di piumino e materiale vegetale morbido.

La femmina depone 2-5 uova, che provvede a covare da sola per circa due settimane, mentre il maschio la imbecca e tiene di guardia i dintorni: i pulli, ciechi ed implumi alla schiusa, accuditi da ambedue i genitori s'involano attorno alla terza settimana di vita, rimanendo ancora presso il nido per una decina di giorni prima di allontanarsene in maniera definitiva.

## Distribuzione e habitat

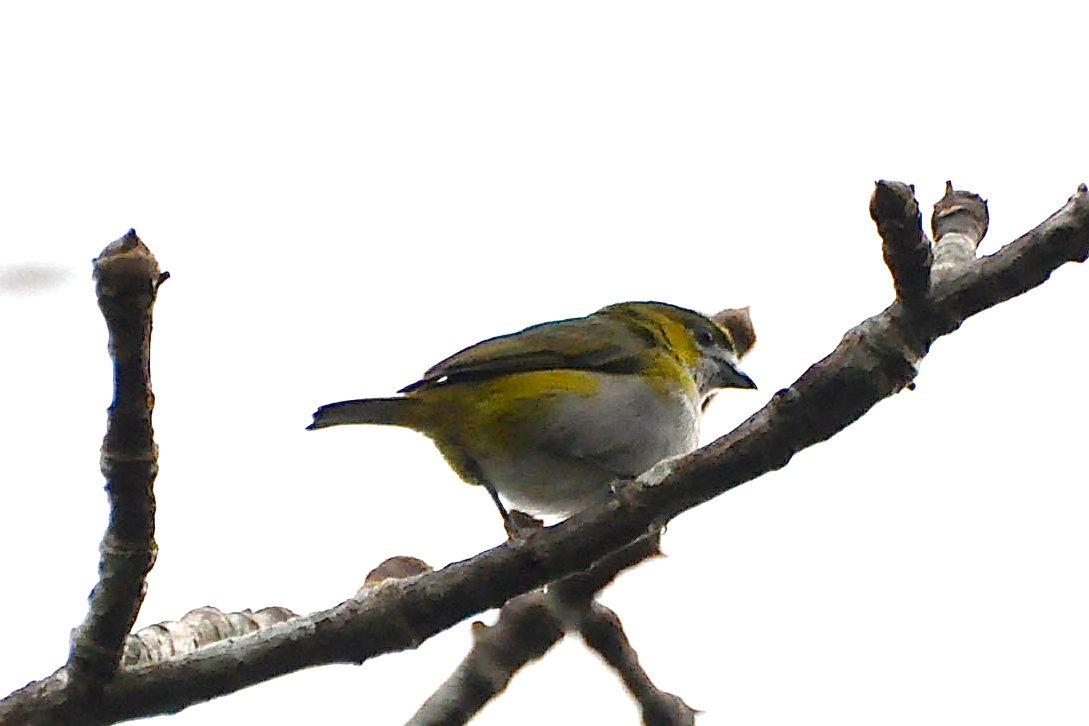
Esemplare in Ecuador.

L'eufonia ventredorato è diffusa in gran parte del nord dell'America meridionale, con un areale che comprende gran parte del  bacino del Rio delle Amazzoni andando dalla riva meridionale dell'Orinoco alla Guyana francese ed a sud fino al versante orientale delle Ande boliviane e al Tocantins.
L'habitat di elezione di questi uccelli è rappresentato dalla canopia della foresta di várzea: in generale, questa specie colonizza un po' tutte le aree alberate non eccessivamente fitte, come le zone di foresta secondaria e il limitare di quelle di foresta primaria, le paludi e i campi di taglio.

## Tassonomia
Se ne riconoscono due sottospecie:

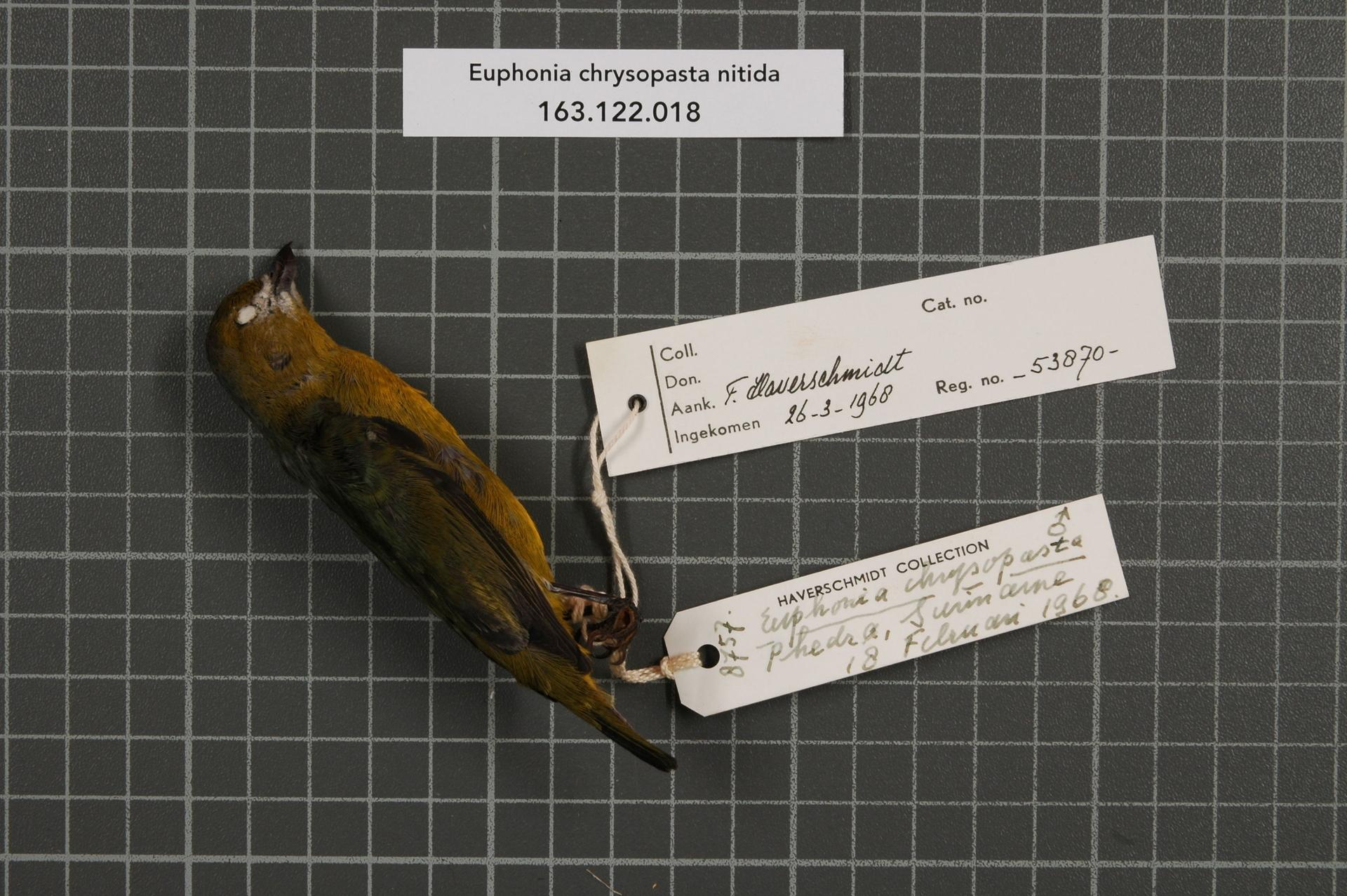
maschio impagliato della sottospecie nitida.

- Euphonia chrysopasta chrysopasta Sclater & Salvin, 1859 - la sottospecie nominale, diffusa nella porzione meridionale dell'areale occupato dalla specie, dalla Colombia centrale (dipartimento di Meta) alla Bolivia settentrionale al Pará;
- Euphonia chrysopasta nitida (Penard, 1923) - diffusa fra la sponda meridionale dell'Orinoco, il massiccio della Guyana e le rive settentrionali del Rio delle Amazzoni.